# Бабуся для всіх
«Бабуся для всіх» — радянський художній фільм 1987 року, знятий на кіностудії «Грузія-фільм».

## Сюжет
Дитячий танцювальний ансамбль готується до республіканського конкурсу. Кетеван, бабуся одного з маленьких танцюристів, не шкодуючи сил, допомагає хлопцям. Ансамбль стає лауреатом конкурсу і його відправляють в гастрольну поїздку за кордон. Керівництво не хоче брати з собою Кетеван, але діти не погоджуються їхати без їхньої «спільної бабусі».

## У ролях
- Марина Тбілелі — бабуся Кетеван
- Гурам Пірцхалава — Георгій Миколайович
- Гіві Тохадзе — дедусь учасника ансамблю
- Татіа Рухадзе — Теона
- Гіа Двалішвілі — Заза, онук Кетеван
- Берта Хапава — член журі
- Тамара Кірікашвілі — дружина Георгія Миколайовича
- Давид Папуашвілі — Арчіл
- Бекар Монавардісашвілі — Заза, онук Кетеван
- Байя Двалішвілі — Марина, мати Зази
- Шалва Херхеулідзе — дедусь учасника ансамблю
- Резо Імнаїшвілі — батько учасника танцювального ансамблю
- Теа Габунія — мати учасника танцювального ансамблю
- Георгій Дадіані — член журі
- Йосеф Джачвліані — батько учасника танцювального ансамблю

## Знімальна група
- Режисер — Нана Двалішвілі
- Сценарист — Заїра Арсенішвілі
- Оператор — Нугзар Еркомаїшвілі
- Композитор — Георгій Цинцадзе
- Художник — Борис Цхакая